# Aleksander Sielski
Aleksander Sielski herbu Lubicz (zm. 1682) – marszałek sejmu nadzwyczajnego w Warszawie w 1652 roku, kasztelan gnieźnieński w latach 1659–1681, kasztelan łęczycki w 1658 roku, kasztelan krzywiński w 1654 roku, podstoli poznański w latach 1642–1649, miecznik różański do 1642 roku, starosta stężycki w latach 1650–1654, starosta pobiedziski.
Poseł na sejm 1639 roku, sejm 1640 roku, sejm 1641 roku, sejm 1646 roku. Poseł sejmiku łęczyckiego na sejm ekstraordynaryjny 1647 roku. Latem 1648 wybrany przez sejm konwokacyjny razem z Adamem Kisielem, Franciszkiem Dubrawskim i Teodorem Michałem Obuchowiczem do rokowań z Bogdanem Chmielnickim. W 1648 roku był elektorem Jana II Kazimierza Wazy z województwa poznańskiego. Poseł na sejm 1649/1650 roku z sejmiku łęczyckiego województwa łęczyckiego. Na sejmie 1649/1650 roku wyznaczony z koła poselskiego na komisarza komisji wojskowej lubelskiej, która zająć się miała wypłatą zaległych pieniędzy wojsku. Poseł na sejm 1653 roku z województwa łęczyckiego.
Był członkiem konfederacji generalnej zawiązanej 5 listopada 1668 roku na sejmie konwokacyjnym. W czasie elekcji 1669 roku został sędzią generalnego sądu kapturowego.
Był członkiem konfederacji generalnej zawiązanej 15 stycznia 1674 roku na sejmie konwokacyjnym. W 1674 roku był elektorem Jana III Sobieskiego z województwa kaliskiego. Jako poseł na sejmie koronacyjny 1649 roku wyznaczony do lustracji dóbr królewskich w Małopolsce. Od 23 lipca – 17 sierpnia 1652 Sielski był 74. marszałkiem sejmu Rzeczypospolitej Obojga Narodów.